# Aire urbaine de Notre-Dame-de-Gravenchon
L'aire urbaine de Notre-Dame-de-Gravenchon est une ancienne aire urbaine française centrée sur la ville de Notre-Dame-de-Gravenchon. Dans les années 2000, celle-ci a été absorbée par l'unité urbaine de Lillebonne. Lors du redécoupage des aires urbaines annoncé par l'INSEE en 2011, les trois communes de l'aire urbaine ont donc été rattachées à l'aire urbaine de Lillebonne.

## Caractéristiques
D'après la définition qu'en donne l'INSEE, l'aire urbaine de Notre-Dame-de-Gravenchon est composée de 3 communes, situées dans la Seine-Maritime. Ses 9 320 habitants font d'elle la 349e aire urbaine de France.
Une seule commune de l'aire urbaine est un pôle urbain.14/05/1990
Le tableau suivant détaille la répartition de l'aire urbaine sur le département (les pourcentages s'entendent en proportion du département) :
| Département    | Communes | Communes (%) | Superficie (km²) | Superficie (%) | Population (1999) | Population (%) |
| -------------- | -------- | ------------ | ---------------- | -------------- | ----------------- | -------------- |
| Seine-Maritime | 3        | 0,4          | 25,72            | 0,4            | 9 320             | 0,8            |

## Communes
Voici la liste des communes françaises de l'aire urbaine de Notre-Dame-de-Gravenchon.
| Code INSEE | Commune                  | Type                  | Département    | Superficie (km²) | Population (1999) | Population (2008) | Densité (hab./km²) |
| ---------- | ------------------------ | --------------------- | -------------- | ---------------- | ----------------- | ----------------- | ------------------ |
| 76330      | Notre-Dame-de-Gravenchon | Pôle urbain           | Seine-Maritime | +0018,74         | +0 0008 618,      | +0 0008 208,      | +00437,99          |
| 76330      | Touffreville-la-Cable    | Commune monopolarisée | Seine-Maritime | +0003,97         | +00 000354,       | +00 000386,       | +00097,22          |
| 76330      | Triquerville             | Commune monopolarisée | Seine-Maritime | +0003,01         | +00 000348,       | +00 000388,       | +00128,9           |
|            | Total                    |                       |                | +0025,72         | +0 0009 320,      | +0 0008 982,      | +00349,22          |